# Quyền im lặng
Quyền im lặng là một quyền hợp pháp được công nhận, một cách rõ ràng hoặc theo quy ước, trong nhiều hệ thống pháp luật trên thế giới.
Quyền im lặng là quyền của nghi phạm, của người bị kháng cáo, trong một vụ án có quyền im lặng, không phải đưa ra lời khai chống lại chính mình hay tự buộc mình có tội. Luật pháp công nhận quyền này căn bản phán xử dựa trên chứng cứ. Các chuyên gia cho rằng, quyền im lặng là một phương tiện quan trọng để hạn chế bức cung, nhục hình - nguyên nhân dẫn đến oan sai trong tố tụng hình sự. Theo quyền này, một công dân được mặc định là vô tội cho đến khi các cơ quan pháp luật chứng minh được người đó có tội.

## Lịch sử
Không có lịch sử rõ ràng đằng sau quyền im lặng. The nemo brocard Latin tenetur se ipsum accusare ('không có người đàn ông nào bị ràng buộc để buộc tội mình ") đã trở thành một lời kêu gọi cho bất đồng chính kiến tôn giáo và chính trị bị truy tố tại các tòa án thế kỷ 16 ở Anh.
Sau các cuộc cách mạng quốc hội vào cuối thế kỷ thứ 17, theo một số tài liệu lịch sử, quyền im lặng trở thành luật pháp như một phản ứng của người dân đến tòa án. Ở Vương quốc Anh và các nước trước đây là một phần của Đế chế Anh (như các quốc gia cộng đồng Anh, Hoa Kỳ và Cộng hòa Ireland) quyền im lặng đã vẫn gìn giữ trong truyền thống thông luật thừa kế từ nước Anh.
Mặc dù ban đầu xa lạ với hệ thống tư pháp thẩm tra, quyền im lặng lan rộng khắp lục địa châu Âu. Đến những năm cuối thế kỷ 20, do sự phát triển luật pháp quốc tế mà sự phổ cập ngày càng tăng của một số biện pháp bảo vệ quyền im lặng. Ví dụ, quyền im lặng được ghi nhận trong các văn bản nhân quyền quốc tế quan trọng như Công ước Quốc tế về các Quyền Dân sự và Chính trị.

## Thế giới

### Liên minh châu Âu
Chỉ thị 2012/13/EU của Quốc hội Âu Châu ghi rõ là nhà cầm quyền phải thông báo ngay lập tức cho những người bị tình nghi, bị buộc tội, bằng lời nói hay qua giấy tờ với ngôn từ đơn giản và dễ hiểu về quyền im lặng không phải khai báo của họ. Thông báo phải xảy ra vào đúng thời điểm, để nghi phạm, hay người bị buộc tội có thể ứng dụng quyền này. Chỉ thị này phải được đưa vào luật quốc gia trong các nước Liên minh châu Âu trễ lắm là ngày 2 tháng 6 năm 2014.

### Đức
Theo điều 136,stpo,juris và 163a,stpo,juris của luật tố tụng, trước khi hỏi cung một người bị tình nghi, về một vi phạm, hay tội phạm của người đó, thì phải loan báo là, "theo luật anh ta được tự do trình bày hay không về những cáo buộc" nhất là khi "những lời khai buộc mình có tội" và bất cứ lúc nào, cả trước khi hỏi cung, được quyền tham khảo một luật sư theo sự lựa chọn.
Nếu một người ngoại quốc bị bắt giữ, thì phải loan báo, là anh ta có quyền đòi hỏi là được thông tin cho tòa lãnh sự của mình biết, và những loan báo đó phải được truyền tới tòa lãnh sự của anh ta.

### Hồng Kông
Quyền im lặng được bảo vệ trong thông luật của Hồng Kông.

### Việt Nam
Vào tháng 5 năm 2015, Các điều 41, 42 và 43 của dự thảo bộ luật Tố tụng hình sự cho phép người bị tạm giam, bị can, bị cáo... có quyền im lặng. Theo báo Thanh Niên, Quy định "quyền im lặng" của người bị bắt, người bị tạm giam, tạm giữ, bị can, bị cáo không phải là tạo thêm rào cản cho quá trình điều tra, truy tố, xét xử mà ngược lại sẽ góp phần tích cực nâng cao nghiệp vụ điều tra, truy tố, xét xử của điều tra viên, kiểm sát viên, thẩm phán. Đồng thời cũng nâng cao vị trí, vai trò của luật sư, trợ giúp viên pháp lý bào chữa.
Quyền im lặng ở Việt Nam được phổ biến với công chúng qua hoa hậu Trương Hồ Phương Nga. Trong vụ cô bị kiện chiếm đoạt 16,5 tỷ đồng của ông Cao Toàn Mỹ. Lý do đưa ra vì cô "mất niềm tin cả với cơ quan điều tra và luật sư của mình".

### Ủng hộ
- Luật sư Trương Trọng Nghĩa (ĐB TP.HCM) bày tỏ: "Chúng ta đang muốn chuyển đổi lối tư duy làm việc từ bản cung sang chứng cứ. Các vụ án gây bức xúc gần đây như vụ Hồ Duy Hải, Lê Bá Mai cho thấy có những sai phạm trong công tác điều tra, trong đó có việc không coi trọng chứng cứ mà tập trung nhiều vào lời khai".[1] Theo ông, hiện nay rất nhiều nước coi "quyền im lặng" là một quyền cơ bản của con người. Vì "quyền im lặng" được sử dụng sẽ không còn ai phải tố giác bản thân mình (bảo vệ nhân phẩm con người), cũng như không còn chuyện ép cung…, nếu không đưa vào là "hạ thấp quyền người dân Việt Nam xuống".[8]
- Trung tướng Trần Văn Độ, nguyên Phó chánh án TAND tối cao cho là: "Công dân có quyền im lặng, còn trách nhiệm chứng minh tội phạm thuộc cơ quan buộc tội, là trách nhiệm của nhà nước. Nhà nước muốn buộc tội thì nhà nước phải chứng minh".[1]
- Đại biểu Đinh Xuân Thảo - Viện trưởng Viện nghiên cứu Lập pháp cho rằng: "Cần làm rõ hơn theo hướng bị can bị cáo khi bị bắt có quyền im lặng, không khai ra những gì bất lợi cho mình để chờ đến khi có luật sư. Tất cả cơ quan điều tra khi tiếp cận người bị bắt cần thông báo cho người bị bắt quyền được im lặng của họ. Người bị bắt, tạm giữ, tạm giam có quyền được từ chối trình bày ý kiến hoặc đưa ra chứng cứ bất lợi cho mình".[9]
- TS Trần Du lịch, Phó trưởng Đoàn đại biểu Quốc hội Thành phố Hồ Chí Minh bày tỏ: "Đừng nghĩ rằng vì trình độ thế này chúng ta không nên cải cách. Chúng ta không kém hơn các nước, vấn đề là có tôn trọng quyền của bị can, bị cáo hay không".[10]

### Không ủng hộ
Trong nhóm họp Quốc hội ngày 27-5-2015, để thảo luận dự án Bộ luật Tố tụng hình sự, Các ĐBQH là tướng công an đều không muốn quy định "quyền im lặng" trong bộ luật này. Thời báo Kinh tế Sài Gòn đặt câu hỏi, các vị tướng công an là đại biểu Quốc hội, vậy họ đại diện cho ai, cho cử tri, đa số người dân hay cho ngành công an?
- Thượng tướng Đặng Văn Hiếu, Thứ trưởng Bộ Công an nêu quan điểm: "Luật cần đảm bảo quyền dân chủ cho dân nhưng cũng phải tạo điều kiện cho cơ quan tư pháp làm việc, nếu không sẽ xảy ra tình trạng chúng ta bó tay trong cuộc đấu tranh chống tội phạm".[10]
- Theo thiếu tướng Trịnh Xuyên, Giám đốc Công an Thanh Hóa: "Các bị can, bị cáo phải có nghĩa vụ, quyền được trình bày những ý kiến, hành vi của mình, chứng minh mình không phạm tội và có trách nhiệm giải thích chứ nếu im lặng là không có lý. Quyền im lặng là rất vô nghĩa, nhất là nước ta trong giai đoạn hiện nay khi trình độ dân trí, nhận thức như thế. Nếu quy định quyền im lặng là không phù hợp, gây khó khăn cho cơ quan tố tụng, tính nghiêm minh pháp luật không cao..."[1]
- Thiếu tướng Lê Đông Phong, phó giám đốc Công an Thành phố Hồ Chí Minh phê bình: "Bị can, bị cáo không bị ép nhận tội nhưng đừng quy định một cách bắt chước nước ngoài là anh không cần phải khai báo."[10]
- Ủy viên thường trực Ủy ban Tư pháp của Quốc hội Đỗ Văn Đương cho rằng: "Bộ luật này đưa ra nhiều điều luật mới tưởng tiến bộ nhưng rất nguy hiểm. Thứ nhất, mấy việc oan sai rất ít mà sửa luật làm khó cho cơ quan tố tụng."[1]